# Luc Colijn
Luc Colijn (Gand, 2 maggio 1958) è un dirigente sportivo, ex ciclista su strada e pistard belga.

## Carriera
Ha partecipato al Tour de France del 1981, e si è aggiudicato la Gullegem Koerse nel 1991.  Attualmente lavora come direttore sportivo per il  .  Team Flanders-Baloise. È il nipote del ciclista Achiel Buysse.

## Palmarès

### Strada
- 1980

1a tappa Giro di Vallonia
Coupe Egide Schoeters
- 1982

Nationale Sluitingsprijs
Memorial Fred De Bruyne
- 1983

Omloop van de Genstreek
- 1984

GP Stad Zottegem
Ronde van Midden-Zeeland
- 1986

Nokere Koerse
- 1987

Zomergem-Adinkerke
- 1989

Dwars door West-Vlaanderen
- 1991

Gullegem Koerse

## Piazzamenti

### Grandi Giri
- Tour de France

1981: 47º
- Vuelta a España

1984: ritirato

### Classiche monumento
- Milano-Sanremo

1985: 105º
1988: 110º
1991: 130º
- Giro delle Fiandre

1985: 16º
1990: 38º
1991: 43º
1992: 45º
- Parigi-Roubaix

1991: 68º